# St. Franz Xaver (Bieselbach)

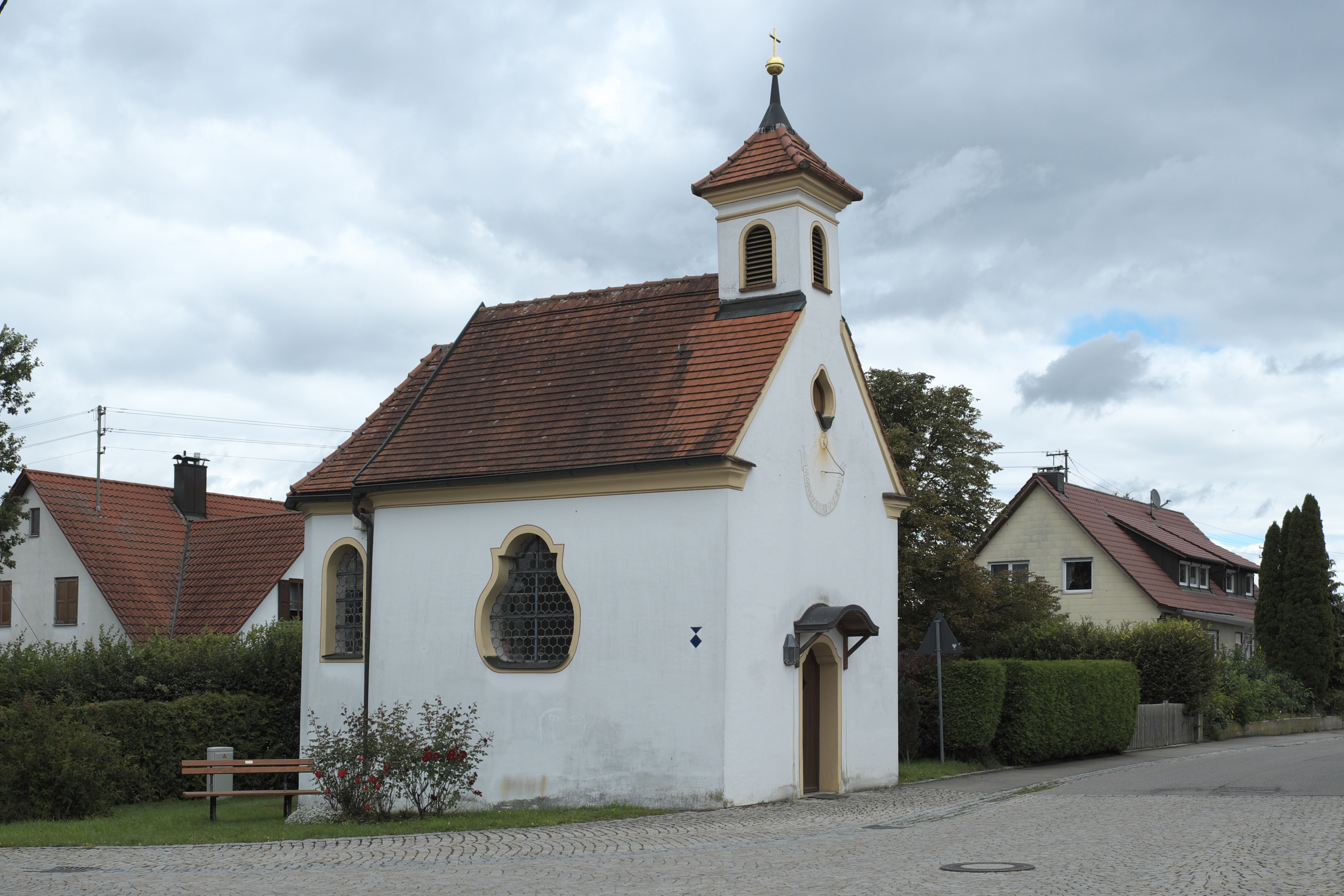
St. Franz Xaver in Bieselbach

Die römisch-katholische Kapelle St. Franz Xaver steht in Bieselbach, einem Gemeindeteil der von Horgau im schwäbischen Landkreis Augsburg von Bayern. Das Bauwerk ist in der Liste der Baudenkmäler in Horgau als Baudenkmal unter der Nr. D-7-72-159-11 eingetragen.

## Beschreibung
Die 1747 nach einem Entwurf von Joseph Dossenberger erbaute Kapelle besteht aus einem Langhaus und einem eingezogenen, dreiseitig geschlossenen Chor im Norden. Aus dem Satteldach des Langhauses erhebt sich über der Fassade im Süden ein quadratischer Dachreiter, der den Glockenstuhl beherbergt und der mit einem Pyramidendach bedeckt ist. Zur Kirchenausstattung gehört seit 1756 der Bieselbacher Altar, ein von Daniel Mauch 1510 geschnitzter Flügelaltar, der ursprünglich in der Kapelle vom abgegangenen Burgstall Horgau stand.